# Leonerasaurus
Leonerasaurus („ještěr ze souvrství Las Leoneras“) byl rod vývojově primitivního sauropodomorfa, který žil asi před 200 až 183 miliony let (nejspodnější jura) na území dnešní jihoamerické Argentiny.

## Popis

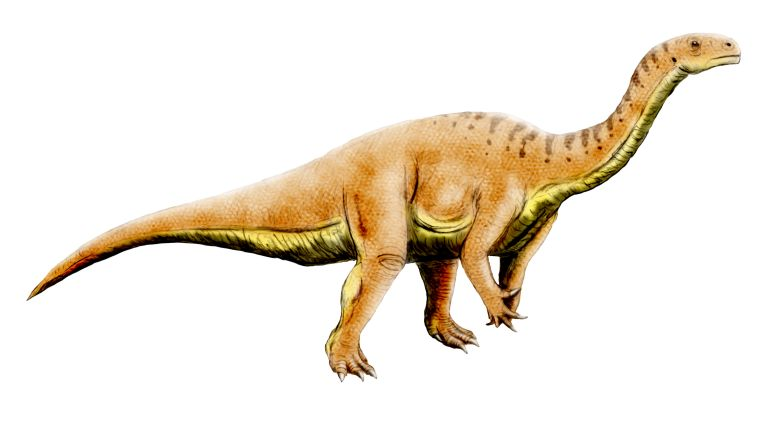
Leonerasaurus

Šlo o poměrně malého zástupce sauropodomorfů (délka zhruba 2,4 až 3 metry, hmotnost kolem 70 kilogramů), který vykazuje jak primitivní, tak i poměrně pokročilé vývojové znaky. Znám je pouze z fosílií jednoho nekompletně zachovaného jedince. Jediný dnes známý druh L. taquetrensis byl popsán v únoru roku 2011.